# 奥尔索马索
奥尔索马索（義大利語：Orsomarso），是意大利科森扎省的一个市镇。总面积90平方公里，人口1373人，人口密度15.3人/平方公里（2009年）。ISTAT代码为078088。